# Didier Faivre-Pierret
Didier Faivre-Pierret, född den 20 april 1965 i Pontarlier, Frankrike, är en fransk tävlingscyklist som tog OS-brons i lagtempoloppet vid olympiska sommarspelen 1992 i Barcelona.